# Joan Rafel Ramos Alfajarín
Joan Rafel Ramos Alfajarín (Borriol, Plana Alta, 1965) és un lingüista valencià, director de l'IIFV des del 2015 i acadèmic de l'AVL des del 2016.
Catedràtic en Filologia Catalana i professor a la Universitat de València, ha investigat al voltant de la lingüística diacrònica i les construccions amb el verb ésser. L'any 2016 fou un dels set membres elegits com a acadèmics de l'Acadèmia Valenciana de la Llengua, sent elegit amb majoria de vots favorables en primera votació.